# Bundesstraße 420
Pour les articles homonymes, voir Route 420.
La Bundesstraße 420 est une Bundesstraße des Länder de Rhénanie-Palatinat et de Hesse.

## Géographie
Elle commence directement sur le Rhin à Nierstein (à la section avec la B 9) et se termine sur la Blies à Ottweiler. Cette route fédérale n'est remplacée en aucun point par une autoroute et se compose presque entièrement d'une seule voie directionnelle. Il n'y a que deux sections à deux voies sur les pentes d'Unkenbach à Callbach et entre Hochstätten et Fürfeld.
En octobre 2007, une extension de la B 420 vers l'est fait l'objet de discussions controversées. Pour ce faire, il eût fallu construire un pont sur le Rhin à Nierstein ou à Oppenheim. L'itinéraire se déroulerait ensuite en direction de Groß-Gerau et rejoindrait l'A 67 ou la B 44.
La B 420 ne se termine pas sur une autre Bundesstraße (ou autoroute), mais sur une Landesstraße (L 124) à Ottweiler : environ 150 m plus loin, on atteint la B 41 entre Saint-Wendel et Sarrebruck. Avant la nouvelle construction de la B 41 de Neunkirchen à Ottweiler en passant par le Kohlwald, l'actuelle L 124 était la B 41. La B 41 est déclassée en L 124 dans son ancienne section.

## Source
- (de) Cet article est partiellement ou en totalité issu de l’article de Wikipédia en allemand intitulé « Bundesstraße 420 » (voir la liste des auteurs).

1. ↑  (de) « Die Bundes- und Reichsstraßen in Deutschland - Nr. ab 399 » [archive du 15 octobre 2008], sur home.arcor.de (consulté le 18 juillet 2025)